# 霍赫旺山
46°52′27.1″N 9°37′58.3″E / 46.874194°N 9.632861°E

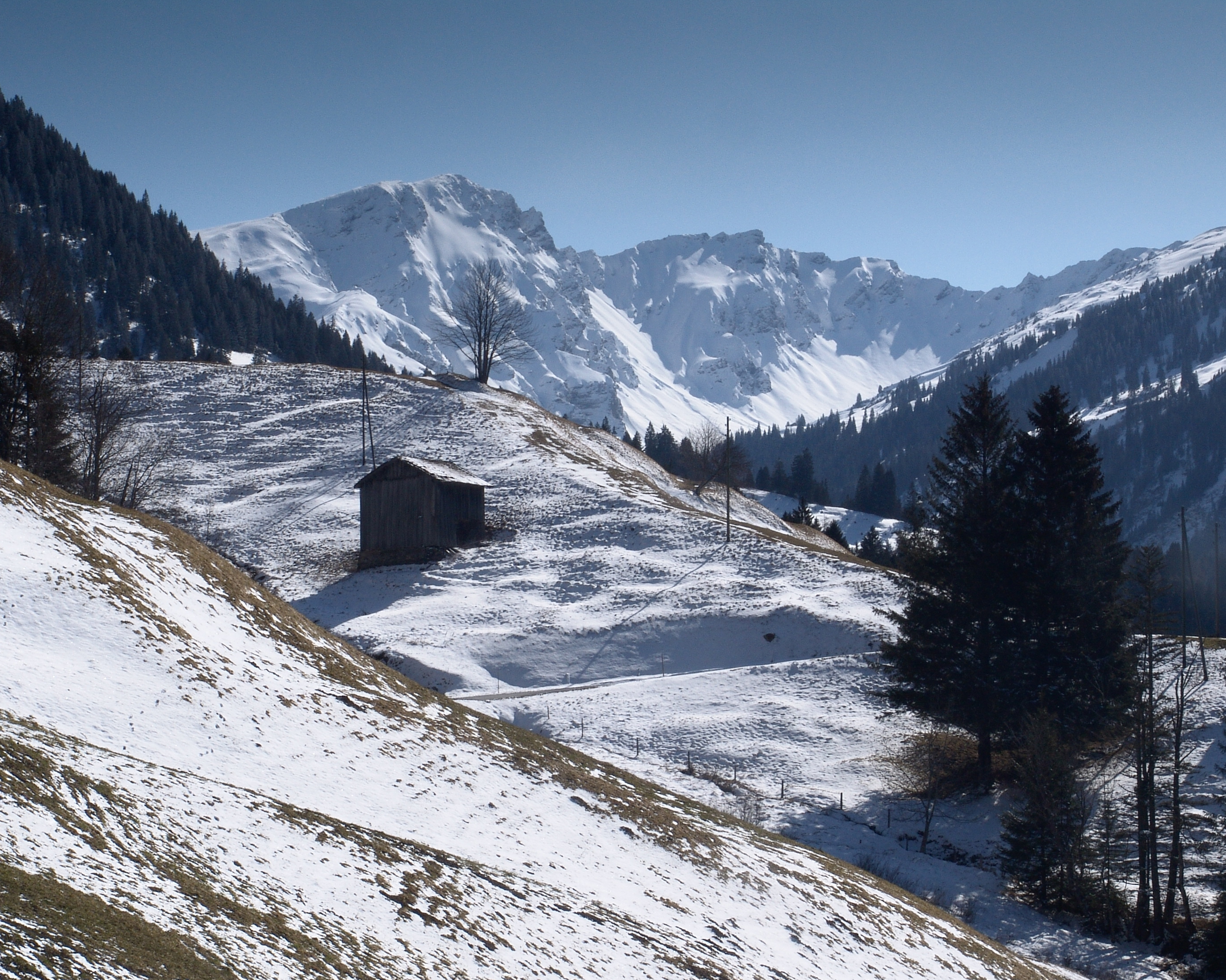

霍赫旺山（Hochwang），是瑞士的山峰，位於該國東南部，由格勞賓登州負責管轄，屬於普萊蘇爾阿爾卑斯山脈的一部分，海拔高度2,534米，每年平均降雨量1,729毫米。